# Фінал ATP 2020
ATP Finals 2020 — тенісний турнір, що проходив на кортах з твердим покриттям у місті London, Велика Британія з 9 до 15 листопада
16 листопада.

## Фінальна частина

### Одиночний розряд
Данило Медведєв —  Домінік Тім 4–6, 7–6(7–2), 6–4

### Парний розряд
Веслі Колгоф /  Нікола Мектич —  Юрген Мельцер /  Едуар Роже-Васслен 6–2, 3–6, [10–5]